# Breakdown (film)
Breakdown är en amerikansk action- och thrillerfilm från 1997 i regi av Jonathan Mostow, med Kurt Russell, J.T. Walsh och Kathleen Quinlan i huvudrollerna. Filmen producerades av Paramount Pictures.

## Rollista
| Kurt Russell     | – Jeffrey 'Jeff' Taylor |
| J.T. Walsh       | – Warren 'Red' Barr     |
| Kathleen Quinlan | – Amy Taylor            |
| M.C. Gainey      | – Earl                  |
| Jack Noseworthy  | – Billy                 |
| Rex Linn         | – Sheriff Boyd          |
| Ritch Brinkley   | – Al                    |
| Moira Sinise     | – Arleen Barr           |
| Kim Robillard    | – Deputy Len Carver     |
| Thomas Kopache   | – Calhoun               |